# Monstercat
Monstercat (/ˈmɑnstəˌkæt/; antes conocido como Monstercat Media) es un sello discográfico independiente de origen canadiense conocido por la música electrónica de artistas como San Holo, Aero Chord, Tristam, Pegboard Nerds, Razihel (Nicolò Arquilla), Marshmello, entre otros. Algunos de los géneros que incluye son dubstep, drum and bass, house, electro, glitch hop, entre otros subgéneros de la música electrónica. 
Monstercat comenzó a compilar su primer álbum: "001 - Launch Week", incluyendo artistas como Arion, Feint, Ephixa y otros. El número de artistas ha crecido desde entonces a casi seis veces más que desde el inicio de la discográfica. Los álbumes de Monstercat se han convertido en una serie periódica de discos numerados, incluyendo canciones de varios artistas y de géneros electrónicos variados que son posibles de adquirir por separado en muchos mercados, tales como iTunes, Beatport y Bandcamp.

## Contenido
Con el gran crecimiento del sello discográfico se han creado varios proyectos enfocados en el entretenimiento de la audiencia y los fanes de Monstercat. Es por eso que se han creado los siguientes proyectos:
- Monstercat Podcast (Actualmente conocido como Monstercat: Call Of The Wild)
- Monstercat Radio FM
- Monstercat TV
- Rocket League x Monstercat
- Monstercat: Uncaged & Instinct
- Smite x Monstercat
- Monstercat Silk
- Roblox x Monstercat
- Lost Civilization x Royale High
- Paladins x Monstercat

### Monstercat Podcast (COTW)
A principios de 2014, Monstercat lanzó su podcast con una hora de duración titulado Monstercat Podcast. Este es un programa realizado todos los martes a la 1PM UTC -8, 4PM UTC-5 y 9PM UTC. El podcast contiene las siguientes secciones:
- Community Pick: En la que se muestran canciones clásicas de monstercat o "viejas", según la mayoría de los fanes, pidió esta sección con el objetivo de recordar esas canciones clásicas y nostalgicas que tanto extrañaban cuando recién comenzaba Monstercat. Las canciones del catálogo de Monstercat entran en la categoría de Community Pick a los 2 años de ser lanzadas.
- Exclusive: Sección en la que se muestran las próximas canciones y (o) EP que se lanzaran próximamente.
- Spotlight: Canciones lanzadas en semanas o días recientes en Monstercat.
- Family Roll Call: Espacio dedicado a los fanes de monstercat en el cual podrás mandar un mensaje de voz, ya sea para saludar a alguien, dedicar un mensaje o simplemente para decir a los espectadores que pasen un buen rato.

Varios meses después, se lanzó una radio digital 24 horas en Twitch y en mayo de 2017 se cambió el nombre por Call Of The Wild (Abreviado COTW)

### Monstercat Radio FM
Es un streaming las 24 horas de únicamente música de Monstercat. La principal plataforma en donde se realizó la transmisión por primera vez fue en la plataforma de streaming Twitch para después expandirse a las plataformas de Beam y Youtube.
El 31 de diciembre de 2023 se decidió retirar la transmisión en vivo de Twitch ya que generaba más pérdidas que ganancias.

### Rocket League x Monstercat
El 5 de junio de 2017 Monstercat anunció su colaboración con Psyonix con quien acordó lanzar varios álbumes de música para su juego principal: Rocket League.
En su primer álbum colaborativo que incluía canciones de Slushii, Aero Chord, Vicetone, entre otros se lanzó el 5 de julio del mismo año bajo el nombre de Rocket League x Monstercat Vol. 1.
Hasta la fecha Monstercat ha lanzado 5 álbumes y en febrero de 2019 ambas compañías anunciaban que en Rocket League Radio 2019 las canciones de Monstercat iban a estar disponibles el mismo día del lanzamiento del sencillo. La primera canción en lanzarse fue PLAY de Tokyo Machine.

### Monstercat: Uncaged & Instinct
El 1 de enero de 2018, la discográfica presentaba a través de su canal de YouTube su cambio de nombre a Monstercat: Uncaged y presentaba un nuevo proyecto para la compañía; Monstercat: Instinct con su propio canal de YouTube.
Esta división de canales permitió a la discográfica ordenar mejor los géneros de las canciones que lanzaba. En  Monstercat: Uncaged se lanzaría canciones más energéticas y explosivas. El sello publicaría dos nuevos temas cada semana, los lunes y jueves.
Monstercat: Instinct se centraría en canciones más emocionales y melódicas. La compañía lanzaría otras dos canciones bajo este nombre los martes y viernes.

## Visualizador
El visualizador que se ha utilizado en los videos y podcast han cambiado a lo largo del tiempo y ha sido una de las características más importantes de la discográfica. Los diferentes diseños de visualizadores que ha tenido Monstercat son los siguientes:
| Visualizador para                  | Utilizado en     | Fecha de lanzamiento  | Última vez utilizado | Ejemplo                                                |
| ---------------------------------- | ---------------- | --------------------- | -------------------- | ------------------------------------------------------ |
| Lanzamientos y videos              | Youtube          | 4 de julio de 2011    | 28 de junio de 2013  | Tristam & Braken - Flight                              |
| Lanzamientos y videos              | Youtube          | 1 de julio de 2013    | 29 de junio de 2016  | Aero Chord - Surface                                   |
| Lanzamientos y videos              | Youtube          | 20 de julio de 2016   | 9 de febrero de 2021 | Reach - Bollywood Stunna                               |
| Lanzamientos y videos              | Youtube          | 10 de febrero de 2021 | Actualidad           | Papa Khan - The Tide                                   |
| Monstercat Podcast (COTW)          | Youtube y Twitch | 20 de marzo de 2014   | 14 de julio de 2016  | Monstercat Podcast Ep. 100                             |
| Monstercat Podcast (COTW)          | Youtube y Twitch | 21 de julio de 2016   | 6 de abril de 2017   | Monstercat Podcast Ep. 136 (Hosted By Mike Darlington) |
| Monstercat Call Of The Wild (COTW) | Youtube y Twitch | 13 de abril de 2017   | Actualidad           | Monstercat: Call Of The Wild (COTW) Ep. 157            |
| Monstercat Silk Showcase           | Youtube y Twitch | 18 de febrero de 2021 | Actualidad           | Monstercat Silk Showcase Ep. 600                       |

### Colores y Géneros
Durante la mayoría del tiempo, Monstercat tuvo un color seleccionado para cada género con el cual sería pintado el visualizador:
| Genero                 | Color          | Ejemplo                                                       |
| ---------------------- | -------------- | ------------------------------------------------------------- |
| Breaks                 | Gris           | Noisestorm - Barracuda                                        |
| Drum & Bass            | Rojo Brillante | Feint - We Won't Be Alone (feat. Laura Brehm)                 |
| Drumstep               | Rosa           | Noisestorm - Breakdown VIP                                    |
| Dubstep                | Violeta/Morado | Dion Timmer - Panic                                           |
| Electro                | Amarillo       | F.O.O.L - Need You                                            |
| Future Bass            | Azul Celeste   | San Holo - Victory                                            |
| House                  | Naranja        | Rich Edwards - Where I'll Be Waiting (feat. Cozi Zuehlsdorff) |
| Indie Dance, Nu Disco  | Azul Verdoso   | WRLD - Little Too Close (feat. Veronika Redd)                 |
| Moombahton, Glitch Hop | Verde Lima     | Reach - Bollywood Stunna                                      |
| Trap                   | Rojo Vino      | Aero Chord - Boundless                                        |
| Trance                 | Azul Rey       | Ephixa & Laura Brehm - Losing You                             |

## Discografía

### Álbumes
La mayoría de estos álbumes son las recopilaciones de todos las canciones (únicamente sencillos y canciones que anuncian el lanzamiento de otro álbum o EP) en un plazo de 2 meses
| Realizador | Título del álbum                  | Cantidad de pistas | Fecha de lanzamiento     |
| Monstercat | 001 - Launch Week                 | 7                  | 7 de julio de 2011       |
| Monstercat | 002 - Early Stage                 | 15                 | 28 de septiembre de 2011 |
| Monstercat | 003 - Momentum                    | 15                 | 9 de noviembre de 2011   |
| Monstercat | 004 - Identity                    | 15                 | 18 de diciembre de 2011  |
| Monstercat | Monstercat Christmas Álbum 2011   | 6                  | 23 de diciembre de 2011  |
| Monstercat | Best of 2011                      | 20                 | 30 de diciembre de 2011  |
| Monstercat | 005 - Evolution                   | 20                 | 20 de febrero de 2012    |
| Monstercat | 006 - Embrace                     | 20                 | 13 de abril de 2012      |
| Monstercat | 007 - Solace                      | 20                 | 6 de junio de 2012       |
| Monstercat | 008 - Anniversary                 | 20                 | 27 de julio de 2012      |
| Monstercat | 009 - Reunion                     | 20                 | 12 de septiembre de 2012 |
| Monstercat | 010 - Conquest                    | 20                 | 31 de octubre de 2012    |
| Monstercat | Monstercat Christmas Album 2012   | 8                  | 15 de diciembre de 2012  |
| Monstercat | 011 - Revolution                  | 20                 | 19 de diciembre de 2012  |
| Monstercat | Best of 2012                      | 30                 | 4 de febrero de 2013     |
| Monstercat | 012 - Aftermath                   | 30                 | 11 de marzo de 2013      |
| Monstercat | 013 - Awakening                   | 30                 | 10 de junio de 2013      |
| Monstercat | 014 - Discovery                   | 30                 | 2 de septiembre de 2013  |
| Monstercat | 015 - Outlook                     | 30                 | 20 de noviembre de 2013  |
| Monstercat | Best of 2013                      | 30                 | 20 de diciembre de 2013  |
| Monstercat | 016 - Expedition                  | 30                 | 26 de febrero de 2014    |
| Monstercat | 017 - Ascension                   | 30                 | 21 de mayo de 2014       |
| Monstercat | 018 - Frontier                    | 30                 | 6 de agosto de 2014      |
| Monstercat | 019 - Endeavour                   | 30                 | 22 de octubre de 2014    |
| Monstercat | 020 - Altitude                    | 30                 | 15 de diciembre de 2014  |
| Monstercat | Best of 2014                      | 30                 | 27 de enero de 2015      |
| Monstercat | 021 - Perspective                 | 30                 | 18 de marzo de 2015      |
| Monstercat | 022 - Contact                     | 30                 | 1 de junio de 2015       |
| Monstercat | 023 - Voyage                      | 30                 | 14 de agosto de 2015     |
| Monstercat | 024 - Vanguard                    | 30                 | 2 de noviembre de 2015   |
| Monstercat | 025 - Threshold                   | 30                 | 14 de diciembre de 2015  |
| Monstercat | Best of 2015                      | 40                 | 22 de enero de 2016      |
| Monstercat | 026 - Resistance]                 | 32                 | 21 de marzo de 2016      |
| Monstercat | 027 - Cataclysm                   | 32                 | 2 de junio de 2016       |
| Monstercat | 028 - Uproar                      | 32                 | 2 de septiembre de 2016  |
| Monstercat | 029 - Havoc                       | 30                 | 17 de noviembre de 2016  |
| Monstercat | Best of 2016                      | 41                 | 15 de diciembre de 2016  |
| Monstercat | 030 - Finale]                     | 30                 | 22 de febrero de 2017    |
| Monstercat | Monstercat Uncaged Vol. 1         | 32                 | 12 de mayo de 2017       |
| Monstercat | Rocket League x Monstercat Vol. 1 | 18                 | 5 de julio de 2017       |
| Monstercat | Monstercat Uncaged Vol. 2         | 32                 | 25 de agosto de 2017     |
| Monstercat | Monstercat Uncaged Vol. 3         | 32                 | 10 de noviembre de 2017  |
| Monstercat | Best of 2017                      | 31                 | 18 de diciembre de 2017  |
| Monstercat | Monstercat Uncaged Vol. 4         | 40                 | 1 de marzo de 2018       |
| Monstercat | Rocket League x Monstercat Vol. 2 | 6                  | 2 de abril de 2018       |
| Monstercat | Rocket League x Monstercat Vol. 3 | 6                  | 25 de mayo de 2018       |
| Monstercat | Monstercat Instinct Vol. 1        | 42                 | 15 de junio de 2018      |
| Monstercat | Monstercat Uncaged Vol. 5         | 41                 | 16 de junio de 2018      |
| Monstercat | Rocket League x Monstercat Vol. 4 | 6                  | 13 de septiembre de 2018 |
| Monstercat | Monstercat Instinct Vol. 2        | 41                 | 9 de noviembre de 2018   |
| Monstercat | Rocket League x Monstercat Vol. 5 | 6                  | 30 de noviembre de 2018  |
| Monstercat | Best of 2018                      | 42                 | 14 de diciembre de 2018  |
| Monstercat | Monstercat Uncaged Vol. 6         | 41                 | 21 de febrero de 2019    |
| Monstercat | Monstercat Instinct Vol. 3        | 41                 | 14 de mayo de 2019       |
| Monstercat | 8 Year Anniversary                | 8                  | 12 de julio de 2019      |
| Monstercat | Monstercat Uncaged Vol. 7         | 41                 | 31 de julio de 2019      |
| Monstercat | Monstercat Instinct Vol. 4        | 41                 | 18 de octubre de 2019    |
| Monstercat | Best of 2019                      | 40                 | 12 de diciembre de 2019  |
| Monstercat | Monstercat Uncaged Vol. 8         | 40                 | 13 de enero de 2020      |
| Monstercat | Monstercat Instinct Vol. 5        | 40                 | 7 de abril de 2020       |
| Monstercat | Monstercat Uncaged Vol. 9         | 40                 | 4 de junio de 2020       |
| Monstercat | Monstercat Instinct Vol. 6        | 40                 | 4 de septiembre de 2020  |
| Monstercat | Rocket League x Monstercat Vol. 6 | 40                 | 7 de octubre de 2020     |
| Monstercat | Rocket League x Monstercat Vol. 7 | 40                 | 7 de octubre de 2020     |
| Monstercat | Monstercat Uncaged Vol. 10        | 40                 | 9 de noviembre de 2020   |
| Monstercat | Best of 2020                      | 40                 | 11 de diciembre de 2020  |
| Monstercat | Monstercat Instinct Vol. 7        | 50                 | 13 de abril de 2021      |
| Monstercat | Monstercat Uncaged Vol. 11        | 85                 | 20 de octubre de 2021    |
| Monstercat | Best Of 2021                      | 40                 | 17 de diciembre de 2021  |

### Álbumes de artista/LPs
| Título                               | Artista           | Fecha de lanzamiento     |
| ------------------------------------ | ----------------- | ------------------------ |
| Two Fold pt. 1                       | Haywyre           | 31 de marzo de 2014      |
| The Ancient & Arcane                 | Varien            | 5 de agosto de 2015      |
| Gaia                                 | Fractal           | 7 de octubre de 2015     |
| Space Cadet                          | Nigel Good        | 14 de octubre de 2015    |
| Better With Time                     | Grabbitz          | 11 de diciembre de 2015  |
| Two Fold Pt. 2                       | Haywyre           | 8 de febrero de 2016     |
| Come To The End, Then Stop           | Tut Tut Child     | 24 de febrero de 2016    |
| New Age \| Dark Age                  | Karma Fields      | 2 de marzo de 2016       |
| New Age \| Dark Age (Deluxe Version) | Karma Fields      | 15 de septiembre de 2016 |
| Liftoff                              | Laszlo            | 7 de diciembre de 2018   |
| Head of NASA and The 2 Amish Boys    | Infected Mushroom | 12 de diciembre de 2018  |
| Galaxies Within Us                   | Kill Paris        | 14 de febrero de 2019    |
| We Are Dust                          | Xilent            | 20 de mayo de 2019       |
| A Dark Machine                       | ShockOne          | 1 de agosto de 2019      |
| Dogma Resistance                     | RIOT              | 7 de noviembre de 2019   |
| Butterfly Effect                     | Koven             | 13 de marzo de 2020      |
| More than Just a Name                | Infected Mushroom | 23 de marzo de 2020      |

### EPs de artista
| Artista(s)                                                | Título del EP                                           | Cantidad de pistas | Fecha de lanzamiento     |
| --------------------------------------------------------- | ------------------------------------------------------- | ------------------ | ------------------------ |
| Project 46                                                | Limitless                                               | 3                  | 14 de noviembre de 2011  |
| Stephen Walking                                           | Christian The Lion                                      | 5                  | 28 de noviembre de 2011  |
| Mr FijiWiji                                               | Keeping It Surreal                                      | 7                  | 4 de enero de 2012       |
| Tristam                                                   | Smashing Newbs                                          | 6                  | 11 de enero de 2012      |
| Noisestorm                                                | Renegade                                                | 3                  | 1 de febrero de 2012     |
| 1uP                                                       | Thundergun                                              | 3                  | 4 de abril de 2012       |
| Going Quantum                                             | Hello                                                   | 4                  | 7 de mayo de 2012        |
| Tut Tut Child                                             | Dance To It                                             | 3                  | 30 de mayo de 2012       |
| DotEXE                                                    | Hipster Cutthroat                                       | 2                  | 13 de junio de 2012      |
| TVDS                                                      | Black Sky                                               | 3                  | 2 de julio de 2012       |
| Droptek                                                   | Polygon                                                 | 4                  | 11 de julio de 2012      |
| Muzzy                                                     | Letz Rock                                               | 2                  | 8 de octubre de 2012     |
| TwoThirds                                                 | Waking Dreams                                           | 5                  | 26 de octubre de 2012    |
| Tut Tut Child                                             | We're All Mad Here                                      | 6                  | 12 de noviembre de 2012  |
| Rogue                                                     | Dreams                                                  | 4                  | 26 de noviembre de 2012  |
| TVDS                                                      | Another Day                                             | 4                  | 4 de enero de 2013       |
| Pegboard Nerds                                            | We Are One                                              | 4                  | 1 de febrero de 2013     |
| Stereotronique & Sebastian Ivarsson (feat. Danyka Nadeau) | Tonight (The Remixes)                                   | 5                  | 8 de abril de 2013       |
| 7 Minutes Dead                                            | 7 Minutes Dead                                          | 4                  | 10 de abril de 2013      |
| PIXL                                                      | Astrocat                                                | 2                  | 26 de abril de 2013      |
| Vicetone                                                  | Heartbeat (The Remixes)                                 | 7                  | 24 de mayo de 2013       |
| Project 46                                                | Continuum                                               | 3                  | 11 de junio de 2013      |
| Tristam                                                   | Truth (The Remixes)                                     | 6                  | 5 de junio de 2013       |
| Falcon Funk                                               | Falcon Funk                                             | 4                  | 14 de junio de 2013      |
| Pegboard Nerds                                            | Guilty Pleasures                                        | 4                  | 24 de junio de 2013      |
| Tut Tut Child                                             | Impossible Things Before Breakfast                      | 3                  | 15 de julio de 2013      |
| Au5                                                       | Blossom                                                 | 2                  | 7 de agosto de 2013      |
| PIXL                                                      | Sugar Rush                                              | 3                  | 14 de agosto de 2013     |
| Pegboard Nerds                                            | The Lost Tracks                                         | 6                  | 30 de agosto de 2013     |
| Televisor                                                 | Old Skool (The Remixes)                                 | 5                  | 27 de septiembre de 2013 |
| Protostar                                                 | Scorpion Pit (The Remixes)                              | 4                  | 11 de octubre de 2013    |
| Mr FijiWiji                                               | Friends                                                 | 3                  | 16 de octubre de 2013    |
| Rameses B                                                 | Timeless                                                | 4                  | 23 de octubre de 2013    |
| Muzzy                                                     | The Takeover                                            | 4                  | 28 de octubre de 2013    |
| Rogue                                                     | Earth                                                   | 4                  | 4 de noviembre de 2013   |
| Hellberg & Deutgen vs. Splitbreed                         | Collide (The Remixes)                                   | 7                  | 11 de noviembre de 2013  |
| Fractal                                                   | Elements                                                | 2                  | 15 de noviembre de 2013  |
| Au5 & Fractal                                             | Secret Weapon                                           | 4                  | 2 de diciembre de 2013   |
| Astronaut                                                 | Destination: Apollo                                     | 6                  | 9 de diciembre de 2013   |
| Astronaut                                                 | Quantum                                                 | 3                  | 13 de enero de 2014      |
| Fractal                                                   | Spection                                                | 2                  | 20 de enero de 2014      |
| Rezonate                                                  | Prelude                                                 | 5                  | 24 de enero de 2014      |
| 7 Minutes Dead                                            | Peacock                                                 | 2                  | 27 de enero de 2014      |
| Astronaut                                                 | Destination: Rain                                       | 6                  | 17 de febrero de 2014    |
| Pegboard Nerds                                            | Bassline Kickin (The Remixes)                           | 3                  | 19 de febrero de 2014    |
| Direct                                                    | Wanna Know You                                          | 3                  | 7 de marzo de 2014       |
| Noisestorm                                                | Surge                                                   | 2                  | 12 de marzo de 2014      |
| Astronaut                                                 | Destination: Quantum                                    | 5                  | 19 de marzo de 2014      |
| SCNDL                                                     | The Munsta (The Remixes)                                | 4                  | 20 de junio de 2014      |
| Au5                                                       | Follow You (The Remixes)                                | 7                  | 11 de julio de 2014      |
| Falcon Funk                                               | Pounce                                                  | 3                  | 16 de julio de 2014      |
| Rameses B                                                 | Dream Catcher                                           | 2                  | 25 de agosto de 2014     |
| Varien & 7 Minutes Dead                                   | Mirai Sekai                                             | 5                  | 1 de septiembre de 2014  |
| Astronaut                                                 | Destination: Pinball                                    | 7                  | 8 de septiembre de 2014  |
| Draper                                                    | Perspectives                                            | 4                  | 12 de septiembre de 2014 |
| Tut Tut Child                                             | Ask Your Friends First                                  | 4                  | 31 de octubre de 2014    |
| Favright                                                  | Taking Over (The Remixes)                               | 3                  | 5 de noviembre de 2014   |
| Pegboard Nerds                                            | The Uncaged Remixes                                     | 4                  | 17 de noviembre de 2014  |
| Mr Fijiwiji                                               | Growing Up                                              | 5                  | 13 de febrero de 2015    |
| Eminence                                                  | Universe                                                | 5                  | 18 de febrero de 2015    |
| Muzzy                                                     | Get Crazy                                               | 2                  | 20 de febrero de 2015    |
| Pegboard Nerds & Excision                                 | Bring The Madness (The Remixes)                         | 4                  | 23 de marzo de 2015      |
| Rezonate                                                  | Rebirth                                                 | 4                  | 25 de marzo de 2015      |
| Televisor                                                 | Venture                                                 | 4                  | 6 de abril de 2015       |
| Hellberg                                                  | This Is Me                                              | 5                  | 15 de abril de 2015      |
| F.O.O.L                                                   | Knight                                                  | 4                  | 20 de abril de 2015      |
| Grabbitz                                                  | Friends                                                 | 7                  | 27 de abril de 2015      |
| San Holo                                                  | Victory                                                 | 3                  | 25 de mayo de 2015       |
| Karma Fields                                              | Build The Cities (Reconstructions)                      | 7                  | 27 de mayo de 2015       |
| Laszlo                                                    | Closer                                                  | 5                  | 26 de junio de 2015      |
| Muzzy                                                     | Get Crazy / Feeling Stronger (The Remixes)              | 4                  | 29 de junio de 2015      |
| Hellberg                                                  | The Girl (feat. Cozi Zuehlsdorff) (The Remixes)         | 5                  | 13 de julio de 2015      |
| WRLD                                                      | Chase It                                                | 4                  | 24 de agosto de 2015     |
| Grabbitz                                                  | Ballin´ / Don´t Stop                                    | 2                  | 14 de septiembre de 2015 |
| Mr Fijiwiji                                               | Yours Truly (feat. Danyka Nadeau) (The Remixes)         | 5                  | 28 de septiembre de 2015 |
| Pegboard Nerds                                            | Pink Cloud                                              | 5                  | 23 de octubre de 2015    |
| Slips & Slurs                                             | Restless / Vicimus                                      | 2                  | 26 de octubre de 2015    |
| Au5 & Fractal                                             | Ison / Pavovine                                         | 2                  | 11 de noviembre de 2015  |
| Jauz & Pegboard Nerds                                     | Get On Up (The Remixes)                                 | 6                  | 12 de noviembre de 2015  |
| San Holo                                                  | Victory (The Remixes)                                   | 2                  | 17 de noviembre de 2015  |
| Stonebank                                                 | Monument                                                | 5                  | 27 de noviembre de 2015  |
| Savoy                                                     | 1000 Years                                              | 4                  | 2 de diciembre de 2015   |
| Pegboard Nerds                                            | Pink Cloud (The Remixes)                                | 21                 | 21 de enero de 2016      |
| Puppet                                                    | Soft Spoken                                             | 6                  | 29 de enero de 2016      |
| Botnek & I See MONSTAS                                    | Deeper Love (The Remixes)                               | 5                  | 3 de febrero de 2016     |
| WRLD                                                      | Awake                                                   | 3                  | 7 de marzo de 2016       |
| San Holo                                                  | New Sky                                                 | 2                  | 11 de marzo de 2016      |
| Hush                                                      | Vonk                                                    | 5                  | 9 de abril de 2016       |
| Pegboard Nerds                                            | Heartbeat (feat. Tia Simone) (The Remixes)              | 6                  | 19 de abril de 2016      |
| Muzzy                                                     | F Minor Factory                                         | 4                  | 6 de mayo de 2016        |
| Mr Fijiwiji                                               | Dogma                                                   | 5                  | 18 de mayo de 2016       |
| Hellberg                                                  | Synchronize (VIP Mix / Acoustic) [feat. Aaron Richards] | 2                  | 11 de agosto de 2016     |
| Eminence                                                  | Hollow Mind                                             | 6                  | 24 de agosto de 2016     |
| Marshmello                                                | Alone (The Remixes)                                     | 5                  | 25 de agosto de 2016     |
| Project 46                                                | Summer Feels                                            | 5                  | 25 de agosto de 2016     |
| Direct                                                    | Trust In Me                                             | 5                  | 8 de septiembre de 2016  |
| Aero Chord                                                | Love & Hate                                             | 5                  | 14 de octubre de 2016    |
| Karma Fields                                              | Sweat                                                   | 3                  | 28 de octubre de 2016    |
| Varien                                                    | My Prayers Have Become Ghosts                           | 7                  | 31 de octubre de 2016    |
| Ephixa & Stephen Walking                                  | Matches (The Remixes) [feat. Aaron Richards]            | 6                  | 8 de noviembre de 2016   |
| Koven                                                     | Come To Light                                           | 4                  | 11 de noviembre de 2016  |
| Puppet                                                    | Fear Is Fleeting                                        | 6                  | 30 de noviembre de 2016  |
| Hush                                                      | Ruimtevaart                                             | 4                  | 9 de diciembre de 2016   |
| Pegboard Nerds                                            | Nerds By Nature                                         | 6                  | 13 de enero de 2017      |
| PYLOT                                                     | Shadowtask                                              | 5                  | 23 de enero de 2017      |
| Nervo                                                     | Anywhere You Go (The Remixes)                           | 4                  | 2 de febrero de 2017     |
| Duumu                                                     | Illuminate                                              | 4                  | 14 de abril de 2017      |
| Muzzy                                                     | Spectrum                                                | 4                  | 17 de abril de 2017      |
| Orbiter                                                   | Orbiter                                                 | 3                  | 29 de mayo de 2017       |
| Seven Lions & Echos                                       | Cold Skin (The Remixes)                                 | 6                  | 13 de junio de 2017      |
| Notaker                                                   | Genesis                                                 | 5                  | 24 de octubre de 2017    |
| Dirtyphonics & Sullivan King                              | Vantablack                                              | 6                  | 3 de noviembre de 2017   |
| Gammer                                                    | THE DROP                                                | 4                  | 22 de noviembre de 2017  |
| Puppet                                                    | Life Overseas                                           | 4                  | 11 de diciembre de 2017  |
| Modestep                                                  | Higher (The Remixes)                                    | 2                  | 17 de enero de 2018      |
| Lookas                                                    | Lucid                                                   | 3                  | 19 de enero de 2018      |
| Delta Heavy & Dirty Audio                                 | Stay (The Remixes)                                      | 3                  | 24 de enero de 2018      |
| Gent & jawns                                              | The Meaning                                             | 4                  | 23 de febrero de 2018    |
| Muzzy                                                     | The Cascade                                             | 5                  | 14 de mayo de 2018       |
| Matroda                                                   | Shut It Down                                            | 5                  | 12 de abril de 2018      |
| Gammer                                                    | THE DROP (The Remixes Pt. 1)                            | 5                  | 3 de julio de 2018       |
| Soulji                                                    | Black Mask                                              | 6                  | 3 de mayo de 2018        |
| Lookas                                                    | Lucid EP (The Remixes)                                  | 5                  | 11 de julio de 2018      |
| Gammer                                                    | THE DROP (The Remixes Pt. 2)                            | 6                  | 18 de julio de 2018      |
| Pegboard Nerds                                            | Full Hearts                                             | 5                  | 27 de julio de 2018      |
| Koven                                                     | Reality Reach                                           | 6                  | 14 de agosto de 2018     |
| CloudNone                                                 | Welcome To London                                       | 5                  | 11 de septiembre de 2018 |
| HALIENE                                                   | Dream In Color (The Remixes)                            | 6                  | 10 de octubre de 2018    |
| Conro                                                     | All Eyes On Me                                          | 9                  | 12 de octubre de 2018    |
| Protostar                                                 | SEQUENCE EP                                             | 5                  | 1 de noviembre de 2018   |
| SLANDER                                                   | The Headbangers Ball                                    | 3                  | 29 de noviembre de 2018  |
| Slippy                                                    | Flux                                                    | 5                  | 7 de enero de 2019       |
| Lil Hank                                                  | EDM's Last Hope II                                      | 5                  | 17 de enero de 2019      |
| SLUMBERJACK                                               | SARAWAK                                                 | 5                  | 5 de febrero de 2019     |
| Vicetone                                                  | Elements                                                | 4                  | 22 de febrero de 2019    |
| Bossfight                                                 | Next Wave                                               | 7                  | 25 de febrero de 2019    |
| CloudNone                                                 | Midnight Underground                                    | 5                  | 26 de febrero de 2019    |
| Half an Orange                                            | Mostly We Grow Pt. 1                                    | 5                  | 15 de marzo de 2019      |
| Bishu                                                     | Hali 2 Cali                                             | 6                  | 29 de marzo de 2019      |
| Notaker                                                   | PATH.FINDER                                             | 6                  | 8 de abril de 2019       |
| KUURO                                                     | Bad Habits                                              | 3                  | 29 de abril de 2019      |
| F.O.O.L                                                   | Time Spender                                            | 5                  | 13 de mayo de 2019       |
| Vicetone                                                  | Elements Remixed                                        | 4                  | 8 de mayo de 2019        |
| SLUMBERJACK                                               | SARAWAK (The Remixes)                                   | 5                  | 22 de mayo de 2019       |
| CloudNone & Direct                                        | Lost and Found                                          | 3                  | 7 de junio de 2019       |
| Conro                                                     | Thrill of it                                            | 5                  | 19 de julio de 2019      |
| Julian Calor                                              | No Fear Anymore                                         | 4                  | 22 de julio de 2019      |
| Grant                                                     | Wishes                                                  | 4                  | 9 de agosto de 2019      |
| Aero Chord                                                | The Sound                                               | 4                  | 12 de septiembre de 2019 |
| Eptic                                                     | Flesh & Blood                                           | 5                  | 19 de septiembre de 2019 |
| Duumu                                                     | Talk!                                                   | 5                  | 20 de septiembre de 2019 |
| Pegboard Nerds                                            | Heart of the Universe                                   | 4                  | 4 de octubre de 2019     |
| Throttle                                                  | Where U Are                                             | 7                  | 11 de octubre de 2019    |
| REAPER                                                    | RAPTURE                                                 | 5                  | 10 de octubre de 2019    |
| Slushii                                                   | Watch Yo Back                                           | 5                  | 17 de octubre de 2019    |
| Julian Calor                                              | Dream Odyssey                                           | 3                  | 21 de octubre de 2019    |
| Direct                                                    | Cold Ground                                             | 5                  | 22 de octubre de 2019    |
| Habstrakt                                                 | The One (The Remixes)                                   | 7                  | 30 de octubre de 2019    |
| Half an Orange                                            | Mostly We Grow Pt. 2                                    | 4                  | 1 de noviembre de 2019   |
| Stonebank                                                 | Life & Death                                            | 7                  | 4 de noviembre de 2019   |
| Tails                                                     | No Sleep / Hyperventilate                               | 2                  | 8 de noviembre de 2019   |
| Just A Gent                                               | URCA                                                    | 5                  | 3 de diciembre de 2019   |
| Koven                                                     | Give You Up / Followers                                 | 2                  | 10 de diciembre de 2019  |
| Ellis                                                     | Reccolection Prospective                                | 3                  | 7 de agosto de 2020      |

### EPs de discografía
| Título del EP                     | Cantidad de pistas | Fecha de lanzamiento    |
| --------------------------------- | ------------------ | ----------------------- |
| Monstercat Christmas Álbum 2011   | 6                  | 24 de diciembre de 2011 |
| Trick or Treat EP                 | 4                  | 20 de octubre de 2012   |
| Monstercat - Christmas Álbum 2012 | 8                  | 16 de diciembre de 2012 |
| Monstercat - Holidays Hits        | 5                  | 14 de diciembre de 2018 |

### Compilaciones de género
| Realizador | Género / Volumen    | Número de pistas | Fecha de lanzamiento |
| ---------- | ------------------- | ---------------- | -------------------- |
| Monstercat | Dubstep Vol. 1      | 15               | 28 de mayo de 2012   |
| Monstercat | DnB/Drumstep Vol. 1 | 15               | 28 de mayo de 2012   |
| Monstercat | Electro Vol. 1      | 15               | 28 de mayo de 2012   |
| Monstercat | Dubstep Vol. 2      | 15               | 2 de julio de 2013   |
| Monstercat | DnB/Drumstep Vol. 2 | 15               | 2 de julio de 2013   |
| Monstercat | Electro Vol. 2      | 15               | 2 de julio de 2013   |
| Monstercat | Electronic Vol. 1   | 15               | 2 de julio de 2013   |
| Monstercat | House Vol. 1        | 15               | 2 de julio de 2013   |

## Miembros
Monstercat tiene un gran número de artistas, teniendo en cuenta que el sello discográfico se creó en 2011. Algunos grupos, declararon en diversas ocasiones que está inactivos o dejan de funcionar. Como en el caso del grupo Rundfunk, banda de la cual uno de sus componentes forma parte de Televisor. Todos los músicos que aparecen en esta lista están activos.
LISTA DE MIEMBROS:
- 7 Minutes Dead
- Anevo
- Au5
- Atmozfears
- Bad Computer
- Bassnectar
- Braken
- Bishu
- Bossfight
- Bustre
- Candyland
- Cloudnone
- Case & Point
- Conro
- Crankdat
- Darren Styles
- Delta Heavy
- Deon Custom
- Deorro
- Didrick
- Dion Timmer
- Direct
- Dirty Audio
- Dirtyphonics
- Draper
- Droptek
- Duumu
- Dyro
- Eminence
- Ephixa
- F.O.O.L
- Feint
- Flite
- Fractal
- Grant
- Gammer
- Gent & Jawns
- Glacier
- Going Quantum
- Grabbitz
- Grant
- Goja
- Haywyre
- Half an Orange
- Hellberg
- Hush
- Hyper Potions (Sushi Killer & Kevin Villecco)
- Half An Orange
- Infected Mushroom
- Jauz
- Jay Cosmic
- Justin Oh
- Julian Calor
- Karma Fields
- Kayzo
- Koven
- Kill Paris
- Krewella
- KUURO
- Laszlo
- Laura Brehm
- Lookas
- Loosid
- LVTHER
- Matt Vice
- Matroda
- Melano
- Modestep
- Moonfire
- Mr FijiWiji
- MUZZ (Antes conocido como Muzzy)
- MYRN
- nanobii
- NERVO
- Nigel Good
- Nitro Fun
- Noisestorm
- Notaker
- Orbiter
- Pegboard Nerds
- PIXL
- Project 46
- Protostar
- Puppet
- PYLOT
- Rameses B
- Razihel(Nicolò Arquilla)
- Reach
- RICCI
- Ragga Twins
- RIOT
- Robotaki
- Rezonate
- Resident
- REAPER
- Richard Caddock
- Rich Edwards
- Rogue
- Rootkit
- San Holo
- Savoy
- Seven Lions
- Slander
- Slippy (Antes conocido como Slips & Slurs)
- Slushii
- Snavs
- Soulero
- Sopuandreas
- Sound Remedy
- Soupandreas
- Stephen Walking
- Stonebank
- Subtact
- SMLE
- Summer Was Fun
- Televisor
- Tokyo Machine
- Glacier
- Topi
- Tristam
- Trivecta
- Tut Tut Child
- Unlike Pluto
- Varien
- Vicetone
- Volant
- WRLD
- Zac Waters
- Zero Hero

### Vocalistas
Son las voces más importantes y activos en el sello:
- Anna Yvette
- Danyka Nadeau
- Laura Brehm
- Cozi Zuehlsdorff
- Aloma Steele
- Miyoki
- Richard Caddock
- EMEL
- Q'aila
- Holly Drummond
- Colordrive (Jonny Rose)
- Nick Smith

### Antiguos miembros y otros artistas
En la historia de Monstercat existieron algunos miembros que dejaron la discográfica o que lanzaron algún tema en algún momento de su historia bajo el sello pero que ya no están en él.
- 1uP
- 23
- Astronaut
- Archie (También conocido como Desso)
- Arion
- AZEDIA
- Chris Ramos
- Chrisson
- Day One
- DotEXE (Ahora conocido como Summer Was Fun)
- Dzeko & Torres
- Gemellini
- Halo Nova (Ahora conocido como Varien)
- Insan3Lik3
- I.Y.F.F.E
- Hot Date!
- Lets Be Friends
- Matduke
- Marshmello
- Mitchell Claxton
- Neilio
- Obsidia
- OVERWERK
- Rundfunk
- Rafagil Gómez
- Skifonix
- SCNDL
- Stereotronique
- Subformat
- Teqq
- Throttle
- TheFatRat
- TVDS (También conocido como Atmozfears)
- Virtual Riot
- Kasbo
- Favright
- Falcon Funk